# Église Saint-Martin de Poucharramet
Pour les articles homonymes, voir Église Saint-Martin.
L'église Saint-Martin est une église romane située sur la commune de Poucharramet, dans le département de la Haute-Garonne, en France.

## Historique
Les travaux ont commencé en 1215 et se sont achevés en 1252, date figurant sur la clef de voûte de la nef. Au cours du XIVe siècle, elle a été fortifiée avec adjonction de mâchicoulis, créneaux, chemin de ronde et fossé.
L'édifice est classé au titre des monuments historiques en 1906.

## Description
Construite en briques foraines, elle est dominée par un clocher-mur de 30 mètres. Son portail est orné de colonnettes de marbre blanc aux chapiteaux historiés, notamment celui représentant Saint Martin partageant son manteau avec les pauvres.